# Armin Kalinowski
Armin Kalinowski (* 12. März 1961 in Rinteln) ist ein Generalstabsarzt außer Dienst des Heeres der Bundeswehr und war zuletzt von 2016 bis 2025 der Kommandeur des Kommandos Regionale Sanitätsdienstliche Unterstützung in Diez.

## Militärische Laufbahn
Kalinowski trat im Jahr 1981 als Soldat auf Zeit für zwei Jahre in die Bundeswehr ein und war als Sanitätsunteroffizier bei der Heeresfliegerstaffel 900 in Bückeburg eingesetzt. 1983 erfolgte die Übernahme als Sanitätsoffizier-Anwärter. Im selben Jahr nahm er das Studium der Humanmedizin an der Westfälischen Wilhelms-Universität in Münster auf. Ab 1989 war Kalinowski als Arzt im Praktikum in der Klinik für Innere Medizin am Bundeswehrkrankenhaus Ulm eingesetzt, bevor er 1990 seine Approbation als Arzt erhielt. Bis 1992 setzte er seine Ausbildung in dieser Abteilung fort und wurde im gleichen Jahr zum Dr. med. promoviert.
Von 1992 bis 1995 war er als Truppenarzt und Fliegerarzt an der Heeresfliegerwaffenschule in Bückeburg eingesetzt, von 1995 bis 1997 beim Heeresunterstützungskommando in Mönchengladbach im Dezernat Einsatzführung und Einsatzplanung Abt III 1 (4). Von 1997 bis 1998 setzte Kalinowski seine Ausbildung als Weiterbildungsassistent Chirurgie am Bundeswehrkrankenhaus Hamm fort. 1998 bis 2001 folgten zwei Verwendungen als Personalführer für die Sanitätsoffiziere Heer und für die Sanitätsoffiziere der nicht operativen Fachgebiete im Personalamt der Bundeswehr (Abt IV 2) in Köln. 2001 wurde Kalinowski als Referent II 3 in der Inspektion des Sanitäts- und Gesundheitswesens im Bundesministerium der Verteidigung in Bonn verwendet. Im selben Jahr folgte wiederum eine Versetzung zum Personalamt der Bundeswehr, wo er zuerst bis 2005 als Dezernatsleiter IV 2 und dann bis 2008 als Abteilungsleiter IV eingesetzt wurde.
2008 wurde Armin Kalinowski Referatsleiter FüSan II 3 (Personalgrundsatz) im Führungsstab des Sanitätsdienstes im Bundesministerium für Verteidigung in Bonn. 2011 folgte eine weitere ministerielle Verwendung als Referatsleiter Führungs Streitkräfte (FüSK) II 6 (Steuerung Gesundheitsversorgung) beim Führungsstab der Streitkräfte, ebenfalls in Bonn. 2013 wurde Kalinowski als Nachfolger von Generalarzt Erhard Grunwald Kommandeur und Ärztlicher Direktor des Bundeswehrkrankenhauses Ulm, womit auch die Beförderung zum Generalarzt verbunden war. Am 10. November 2016 übergab er diesen Dienstposten an Oberstarzt Ralf Hoffmann und übernahm am 24. November 2016 von Generalstabsarzt Dirk Raphael den Dienstposten als Kommandeur des Kommandos Regionale Sanitätsdienstliche Unterstützung. Am 27. April 2018 erhielt er auf diesem Dienstposten die Beförderung zum Generalstabsarzt. Am 19. Mai 2025 wurde er in den Ruhestand verabschiedet.

### Auslandseinsätze
- 1994 UNSCOM, Bagdad, Fliegerarzt
- 2007 KFOR, Prizren, Kommandeur Sanitätseinsatzverband im 16. Deutschen Einsatzkontingent

### Auszeichnungen
- 1997  Ehrenkreuz der Bundeswehr in Silber
- 2007 Einsatzmedaille der Bundeswehr KFOR
- 2007 NATO-Medaille Non-Article-V KFOR
- 2008 Ehrenkreuz der Bundeswehr in Gold

### Ärztliche Qualifikationen
- Facharzt für Allgemeinmedizin
- Zusatzbezeichnung Rettungsmedizin
- Zusatzbezeichnung Betriebsmedizin
- Fliegerarzt der Bundeswehr Stufe III
- Gesundheitsökonom (EBS)

## Privates
Kalinowski ist verheiratet und hat ein Kind.